# Авария на шахте «Ульяновская»
Авария на шахте «Ульяновская» — техногенная катастрофа, произошедшая на шахте «Ульяновская» компании " ОУК «Южкузбассуголь», в городе Новокузнецке, Кемеровской области 19 марта 2007 года. В результате взрыва метано-воздушной смеси в лаве «50-11бис» погибли 110 горняков, ещё 36 пострадали.
Эта авария является крупнейшей по количеству жертв в истории современной России.

## Предыстория
Шахта «Ульяновская» была сдана в эксплуатацию в 2002 году. Горные выработки велись по пласту 50, мощностью от 2,2 до 2,6 метра. Пласт был признан опасным из-за внезапных выбросов пыли, склонных к самовозгоранию. Проект строительства шахты разрабатывался институтом ОАО «Кузбассгипрошахт». В качестве аппаратуры автоматической газовой защиты, в проекте было предусмотрено применение многофункциональной системы «MINEWATCH PC-21» фирмы «DAVIS DERBY».

## Хронология событий
19 марта 2007 года в 12:40 на шахту в сопровождении директора шахты и начальника участка вентиляции и техники безопасности, исполнявшего в то время обязанности главного инженера шахты, прибыла большая группа работников угольной компании «Южкузбассуголь» с представителем английской фирмы аудиторов. Оператор аэрогазового контроля доложил главному инженеру шахты, что на сопряжении конвейерного штрека «50-11бис» с выработанным пространством имеет место повышенной концентрации метана. Эта информация не вызвала у главного инженера обеспокоенность и он вместе с работниками угольной компании и представителем английской фирмы направился в шахту. Всего в шахту спустилось 153 человека. В 13 часов 15 минут горному диспетчеру В. Н. Полуянову из шахты позвонил главный инженер шахты С. А. Королев и дал указание запустить 6-й агрегат главной вентиляторной установки 6ВЦ-15. В. Н. Полуянов по телефону передал указание о запуске резервного вентилятора ВЦ-15 машинисту вентиляторных установок Т. А. Пименовой. В 13 часов 20 минут 6-й агрегат был запущен. На момент аварии в работе находились все шесть агрегатов ВЦ-15, работающих в режиме нагнетания. На промплощадке флангового уклона во всасывающем режиме работали три вентилятора вентиляторной установки ВЦГ-15. В 13 часов, закончив ремонт комбайна, работы по выемке угля в лаве «50-11бис» были возобновлены. Комбайном, с 125 до 2-й секции, была отрублена не полная стружка. Примерно в 13 часов 50 минут рабочие приступили к выполнению концевых операций по зачистке дорожки, перегону комбайна до уровня 22 секции, передвижке приводной головки лавного привода совместно с шахтной платформой типа «ПТК», задвижке секций крепи в районе сопряжения с конвейерным штреком. Предположительно, при задвижке секций крепи, из-под щита с кровли упал кусок породы и попал между кабелеукладчиком и корпусом комбайна. В 14 часов 10 минут для выравнивания груди забоя комбайном была начата зарубка в сторону нижнего сопряжения. В 14 часов 12 минут при движении комбайна произошло сдавливание и повреждение оболочки кабеля, питающего комбайн. Образовавшейся от короткого замыкания искрой произошло воспламенение метановоздушной смеси взрывоопасной концентрации.
Пресс-служба МЧС РФ по Кузбассу сначала сообщала о трёх пострадавших (ожоги, отравления метаном), затем цифра достигла 17, далее — 25, но затем погибшие стали исчисляться десятками. Судьба 64 человек оставалась на протяжении до 20 марта неизвестна. Аварийный участок был задымлён, однако пожара не произошло. 28 отрядов МЧС из Хакасии и Красноярска искали под землёй людей.
В первые сутки 77 пострадавших горняков вызволили на поверхность живыми, многие из них были отравлены угарным газом. 21 марта стало известно, что всего погибло 93 горняка, к вечеру число выросло до 110.

## Последствия
В результате аварии погибли 110 человек. 93 человека были выведены на поверхность. Ещё 36 горняков оставались в тяжёлом состоянии до 25 марта. Погибли главный инженер и почти всё руководство шахты. В шахте также было найдено тело подданного Великобритании.
Губернатор Кемеровской области Аман Тулеев в случившемся обвинил руководство шахты и назвал его действия преступными. 20 марта президент России Владимир Путин направил телеграмму с соболезнованиями семьям горняков, погибших при взрыве, перепутав шахту «Ульяновская» с другим предприятием «Южкузбассугля» — шахтой «Юбилейная».

### Следствие
Прокуратурой Кемеровской области было возбуждено дело по части 3 статьи 216 УК РФ (нарушение правил безопасности при ведении горных работ, повлекшее по неосторожности смерть двух или более лиц).
Следствием было установлено, что руководство шахты с июня 2006 года пренебрегало требованиями безопасности при ведении горных работ, для выполнения претенциозного плана добычи угля, который постоянно повышался. Также в ходе расследования выяснилось, что администрация шахты разработала специальную компьютерную программу для загрубления данных приборов, предупреждающих об опасности.
В ноябре 2010 года диспетчер шахты и инженер участка вентиляции и техники безопасности были приговорены к 3,5 годам колонии-поселения и 3 годам условно по части 3 статьи 216 УК РФ («Нарушение правил безопасности при ведении горных работ, повлёкшее по неосторожности смерть двух и более лиц»).
В апреле 2013 года и феврале 2014, в связи с истечением срока давности, были прекращены уголовные дела в отношении руководителя и двух инспекторов горнотехнического отдела управления Ростехнадзора по Кемеровской области, а также директора шахты и пятерых его подчинённых. Они обвинялись по части 3 статьи 293 и по части 3 статьи 217 УК РФ.
10 апреля 2015 года бывшему директору шахты «Ульяновская» Андрею Функу вынесли приговор по делу о взрыве на шахте в 2007 году. Функа приговорили к шести годам заключения. Суд приговорил и других участников процесса: начальник смены Юрий Пименов получил 4 года 9 месяцев тюрьмы, механик участка вентиляции и техники безопасности Геннадий Краськов — 5 лет, бригадир Олег Козявин — 4 года, электрослесари этого участка Денис Бут и Олег Собакин — по 3 года заключения. Все они признаны виновными по статье «Нарушение правил безопасности на взрывоопасных объектах, повлёкшее по неосторожности смерть двух или более лиц».
20 октября 2015 года Кемеровский областной суд рассмотрел апелляционные жалобы, осуждённых и их защитников, которые были не согласны с приговором по существу и пытались добиться его отмены. В итоге было решено снизить срок лишения свободы на три месяца трём осуждённым: бригадиру Олегу Козявину, электрослесарям Денису Буту и Олегу Собакину (в качестве смягчающего обстоятельства суд учёл, что они преступили закон в силу служебной зависимости). В итоге Козявин приговорён к трём годам и девяти месяцам лишения свободы, Бут и Собакин — к двум годам и девяти месяцам. В остальной части приговор был оставлен без изменения.
В 2017 году, после двух с небольшим лет заключения, бывший директор шахты «Ульяновская» Андрей Функ был помилован указом президента России.

## Память
21 марта 2007 года был объявлен днём общенационального траура по погибшим.
25 августа 2008 года в день шахтёра, в Новокузнецке у нового административно-бытового корпуса шахты «Ульяновская» был открыт мемориал погибшим шахтёрам.